# ایستگاه یونیون (تورنتو)
ایستگاه یونیون (انگلیسی: Union Station) یک ایستگاه قطار اصلی و مرکز حمل و نقل بین وجهی در تورنتو، انتاریو، کانادا است. در خیابان فرانت (تورنتو) غربی، در سمت جنوبی بلوک محدود به بی استریت و خیابان یورک در مرکز شهر تورنتو واقع شده‌است.